# Theodor Schultze
Theodor Schultze (24. juni 1824 i Oldenburg in Holstein – 6. april 1898 i Potsdam) var en dansk-tysk departementschef.
Han var søn af apoteker i Oldenburg i Holsten Johann Andreas Schultze (20. januar 1779 - 24. februar 1865) og Philippine født Kregel (8. oktober 1784 - 14. marts 1862), tog 1847 juridisk eksamen i Kiel, blev 1848 auskultant ved Overretten i Slesvig by, 1849 amtssekretær i Neumünster, 1853 kancellist i Ministeriet for Hertugdømmerne Holsten og Lauenborg, 1855 kontorchef, 1856 departementschef, 1857 etatsråd. Fra 1859 til 1860 var han konstitueret som aktuar i Plön og Ahrensbök Amter, 1861 kongelig kommissarius i den holstenske stænderforsamling, og 1862 blev han departementschef i den holstenske regering i Plön. Fra dette embede tog han 1864 sin afsked efter at være løst fra sin ed til kongen og tog nu tjeneste som gehejmehofråd hos storhertugen af Oldenborg. For denne udarbejdede han i forening med professor Pernice et skrift om storhertugens arveret til Slesvig og Holsten, hvilket havde til følge, at Preussen betalte storhertugen 1 million Thaler som affindelsessum. 1866 trådte Schultze i preussisk tjeneste som regeringsråd i Kiel og forflyttedes 1868 til Potsdam, blev her 1881 overpræsidialråd og tog 1888 sin afsked; 1874 afslog han en opfordring af Bismarck til at indtræde i det preussiske ministerium.
Schultze, som var gået over til buddhismen, døde ugift 6. april 1898 i Potsdam.